# Seleção Sul-Africana de Rugby Sevens Masculino
A Seleção Sul-Africana de rugby sevens, também conhecida como Blitzboks e Blitzbokke, representa a África do Sul nos torneios de rugby sevens. É uma das seleções mais renomadas da África, seu continente, que compete na Série Mundial de Rugby Sevens, na Copa do Mundo de Rugby Sevens, nos Jogos Olímpicos e nos Jogos da Commonwealth.

## História
Depois da readmissão ao esporte internacional após o fim da proibição do apartheid, a equipe jogou sua primeira série de sete no Hong Kong Sevens de 1993, e também participou da Copa do Mundo de Rugby Sevens de 1993. Eles também jogaram no Hong Kong Sevens pelas duas temporadas seguintes. Em 1996, também participaram do Punta Del Este Sevens no Uruguai e do Dubai Sevens.
Participaram da Copa do Mundo de Rugby Sevens de 1997 no ano seguinte e também em 1998, disputaram três torneios sul-americanos – o Mar Del Plata Sevens na Argentina, o Punta Del Este Sevens e o Viña del Mar Sevens no Chile. No final de 1999, começou a primeira Série Mundial de Rugby Sevens (então IRB Sevens World Series) e a equipe participa dessa série desde então. Além da Sevens Series, eles também disputaram a Copa do Mundo de Rugby Sevens, os Jogos da Commonwealth, os Jogos Mundiais e, a partir de 2016, os Jogos Olímpicos.
O apelido do time, "Blitzboks", é derivado de "blitz", uma palavra africâner que significa relâmpago, e derivado de Springbok ("Bok"), o emblema oficial da seleção sul-africana de rugby.

## Desempenho

### Jogos Olímpicos
| 2016  | Semifinais       | 3   | 6  | 4  | 0 | 2 |
| 2020  | Quartas de final | 5   | 6  | 5  | 1 | 2 |
| 2024  | Semifinais       | 3   | 6  | 3  | 0 | 3 |
| Total | 0 títulos        | 0/3 | 18 | 12 | 0 | 6 |

### Copa do Mundo
| 1993  | Quartas de final | 5   | 8  | 6  | 0 | 2  |
| 1997  | Final            | 2   | 7  | 6  | 0 | 1  |
| 2001  | Quartas de final | 5   | 6  | 5  | 0 | 1  |
| 2005  | Quartas de final | 5   | 6  | 4  | 0 | 2  |
| 2009  | Quartas de final | 5   | 4  | 3  | 0 | 1  |
| 2013  | Quartas de final | 5   | 4  | 3  | 0 | 1  |
| 2018  | Semifinais       | 3   | 4  | 3  | 0 | 1  |
| 2022  | Rodada final     | 7   | 4  | 2  | 0 | 2  |
| Total | 0 títulos        | 0/8 | 43 | 32 | 0 | 11 |